# Köksvägen till stjärnorna
Köksvägen till stjärnorna var ett matlagningsprogram från 2003 i fem delar på TV4.
Kocken Pelle Johansson besökte bland andra Tommy Körberg, Lill-Babs, Magnus Carlsson, Kim Kärnfalk, Nina Inhammar och lagade mat tillsammans med dem.